# Two友
『two友』（トゥーユー）は、ゆずとキマグレンのコラボレーション・音楽ユニット「ゆずグレン」のシングル。2009年5月13日発売。発売元は、キマグレン所属のレコード・レーベル、less than zero。

## 概要
- キマグレンとしては「天国の郵便ポスト」以来約2か月半、ゆずとしては1か月（擬似的に2か月連続）でのリリース。
- また、ゆずとしてのコラボレーションユニット参加でのシングルは、Golden Circleに参加したシングル「ミュージック」以来、1年10か月ぶりのコラボとなる。
- 「CDのみ（通常盤）」・「CD＋DVD（初回盤）」の2形態でのリリースとなる。初回盤はDVD付で通常盤とジャケットが違う。

### ゆずグレン
- ユニット名の由来はゆずとキマグレンのかばん語。
- 2008年夏、北川悠仁がキマグレンのライブイベントに遊びに行った際、キマグレンが偶然北川を見かけ、出身地（在住地）が同じ神奈川県同士（ゆずは横浜市出身、キマグレンは逗子市出身）という事で意気投合し、今回の共作、音楽ユニット誕生につながった。
- 京浜急行電鉄の羽田空港駅開業10周年記念企画「京急駅メロディ」（主要駅において電車到着の案内にその駅にゆかりのある楽曲を流す）において、上大岡駅でゆずの「夏色」、新逗子駅(当時)でキマグレンの「LIFE」が選ばれている。
- ゆずグレンの4人が会うのは滅多にない為、ゆずグレンとしては表立った活動はしていない。
- 2009年5月15日の『MUSIC STATION』（テレビ朝日）で同曲が初披露され、2009年5月17日放送の『MUSIC JAPAN』（NHK総合）にも出演し演奏した。

## 収録曲

### CD
1. two友
  - 作詞・作曲：ゆずグレン／編曲：GIRA MUNDO
  - ギャガ・コミュニケーションズ配給映画「鈍獣」主題歌
2. two友（Remix Ver.）（「CDのみ（通常盤）」のみ収録）
  - リミキサー：Floor on the Intelligence
3. two友（Instrument）

### DVD
1. two友（ミュージック・ビデオクリップ）
2. two友（メイキング映像）

## 演奏
- 北川悠仁：Vocal, Acoustic Guitar
- 岩沢厚治：Vocal, Acoustic Guitar
- KUREI：Vocal
- ISEKI：Vocal, Acoustic Guitar
- 弦一徹ストリングス：Strings